# Klamschlucht

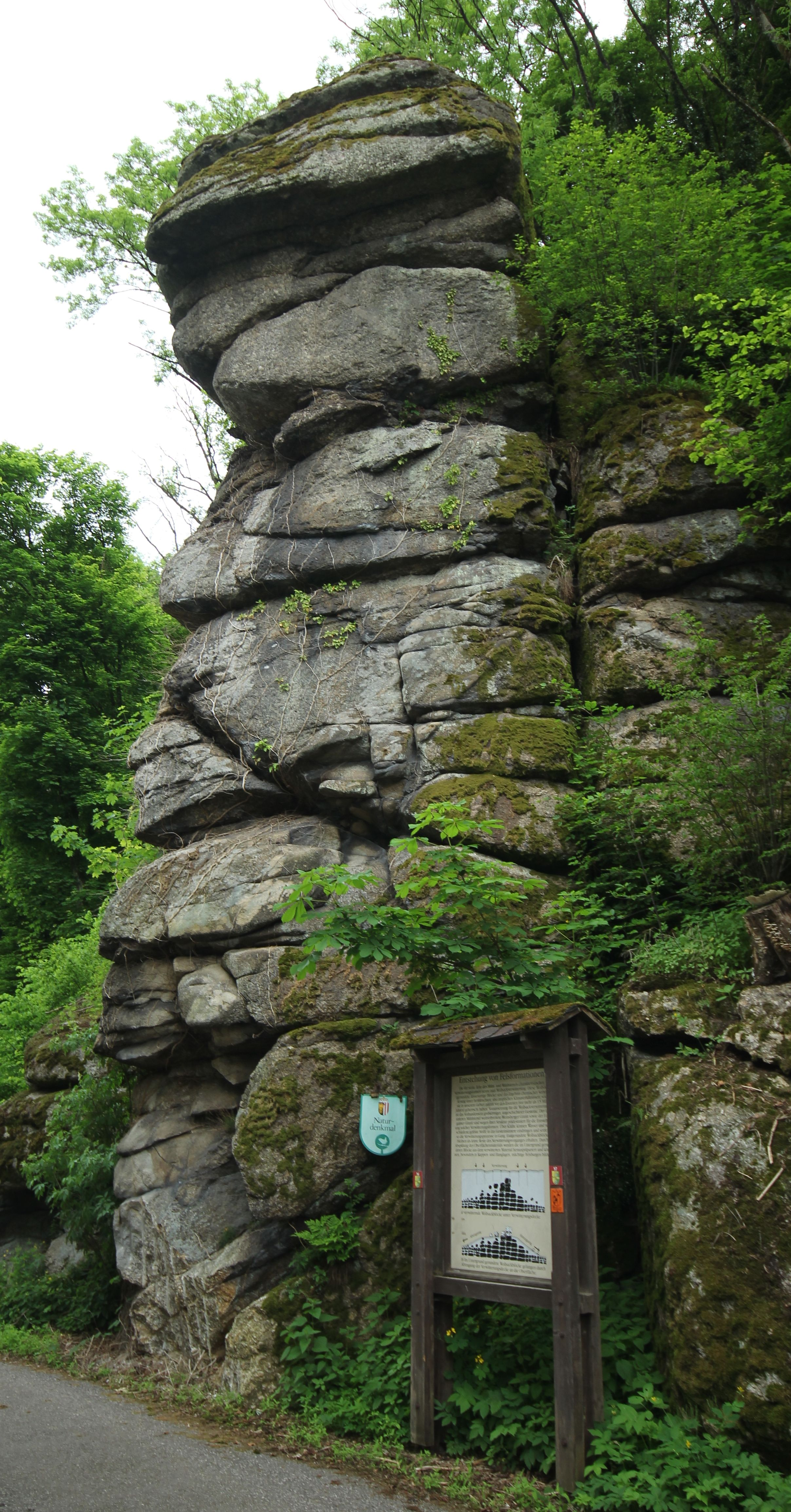
Leonstein (Klam)

Die Klamschlucht ist die Klamm des Klambachs großteils an der Grenze zwischen den Gemeinden Klam und Baumgartenberg im unteren Mühlviertel im Bezirk Perg in Oberösterreich.

## Lage, Geologie, Flora, Fauna, Naturschutz
Die etwa zwei Kilometer lange Klamschlucht beginnt unterhalb der Burg Clam in Klam und endet in der Ortschaft Au westlich von Saxen bei der Hintermühle am Beginn der Ebene des Machlands.
Die bizarren Felsgebilde mit ihren Spalten und Höhlen wurden mit Namen wie „Drachenloch“, „Rabenstein“ und „Steinerne Tür“ versehen. Das Naturdenkmal Leonstein wurde vom Volksmund so benannt, weil die Felsformation wegen der markanten Nase, die sich im Stein wieder findet, an Papst Leo II. erinnert. Strindberg beschreibt die Felsformation in Inferno als Türkenkopf mit Turban.
In der Klamschlucht finden sich noch Reste des sogenannten Schluchtwaldes. Das Klima ist feucht-schattig und sorgt für üppige Vegetation. Es gedeihen Bergahorn, Ulme und Esche sowie Bodenbewuchs und weitere Edellaubgehölze. Uhu, Wasseramsel und Eisvogel finden ausreichend Nahrung. Der Fischbestand umfasst in erster Linie Bachforellen. Gelegentlich können Fischotter beobachtet werden. Die Klamschlucht wird immer wieder durch Hochwasserkatastrophen verwüstet.

## Geschichte
Die Klamschlucht gehört auch heute noch zum Teil zu dem Grundbesitz, der mit der 1149 erstmals erwähnten Burg Clam verbunden ist. Die Wasserkraft des Klambachs wurde für ein Sägewerk (Bergmayrmühle), eine Getreidemühle (Hintermühle, Strondlmühle) und eine  Schmiede (Hammerschmiede) genutzt. Auch ein Köhler war dort angesiedelt. Über die Klamschlucht wurden einige Sagen überliefert (beispielsweise die „Sage von der steinernen Tür“, die Sage von der Fee Clamlinde, die „Siegfriedsage“).
Im 19. Jahrhundert verarbeitete August Strindberg seine Eindrücke von der Klamschlucht literarisch und der Wasserfall in der Klamschlucht inspirierte ihn auch als Maler. Das  Bild „Maria in der Schlucht“ des mit der Tochter des Hammerschmieds verheirateten Ernst Graner zeigt die Züge seiner Frau und das Sgraffito auf der ehemaligen Hammermühle, dem heutigen Kleinkraftwerk des Grafen von Klam, zeigt den Hammerschmied bei der Arbeit. Im 21. Jahrhundert verfasste der regionale Kriminalromanautor Ernst Reinhard Schöggl Kriminalromane, deren Schauplätze sich teilweise in der Klamschlucht befinden.

## Wirtschaft
Das 1923 vom Ministerpräsidenten in Ruhe Graf Heinrich Clam-Martinic errichtete Laufkraftwerk versorgt gemeinsam mit dem am Eingang der Schlucht 1963 von Georg Clam Martinic errichteten Kraftwerk etwa 300 Haushalte in Klam und Saxen mit Energie. Der Graf hatte sich stets gegen die Schaffung eines Stausees in der Klamm gewehrt, um deren natürliche Schönheit zu bewahren.
Neben der Nutzung der Wasserkraft steht die touristische Nutzung als Rundwanderweg „Klamschlucht-Strindbergweg“ im Vordergrund. Der 2010 neu geschaffene Fernwanderweg Donausteig führt ebenfalls durch die Klamschlucht. Es wurden eine Aussichtsplattform, ein Fischschaubecken, eine Sitzarena, Spielgeräte und eine Kletterwand geschaffen. Sowohl die Gemeinde Saxen als auch Klam gehören zur LEADER Region Strudengau. In Saxen befindet sich zudem das einzige Strindbergmuseum außerhalb Schwedens.